# CHIPSat
CHIPSat (Cosmic Hot Interstellar Plasma Spectrometer satellite) ou CHIPS ou Explorer 82 est un micro satellite scientifique de 60 kg du programme  University-Class Explorer de la NASA lancé en 2003. La charge utile est constituée par un spectrographe observant  les émissions dans l'extrême ultraviolet des gaz interstellaires.

## Objectifs
Le plasma chauffé à des millions de degrés est répandu partout dans l'univers. Celui-ci a été jusqu'à présent peu observé dans l'ultraviolet extrême hormis en association avec les couronnes stellaires et les phénomènes cataclysmiques alors que l'essentiel de l'énergie dégagée par les gaz interstellaires est libéré dans cette longueur d'onde. Faute de données, on sait peu de choses sur la manière dont le gaz chaud interstellaire transfère l'énergie thermique qu'il accumule. CHIPS grâce aux spectres fournis par son spectrographe doit permettre de déterminer comment les gaz chauds de la Bulle locale se refroidissent. Les résultats fournis devraient avoir des applications importantes notamment dans l'interprétation des observations des rayons X émis par les galaxies spirales et la modélisation des caractéristiques du milieu interstellaire.

## Caractéristiques techniques
CHIPSat est un satellite de 60 kg stabilisé trois axes avec un panneau solaire fixé solidaire du corps du satellite. Celui-ci est maintenu perpendiculaire à la ligne de visée du spectrographe embarqué durant la partie éclairée de l'orbite du satellite.

## Le spectrographe
CHIPSat embarque un instrument unique. Le spectrographe couvre le spectre 9-26 nm avec une résolution spectrale de 01,1 nm. Dans le cadre de la mission l'instrument doit observer l'ensemble de la voute céleste qui est découpée pour cette étude en bandes de 5 × 23°.

## Déroulement de la mission
CHIPSat est lancé en tant que charge utilise secondaire avec le satellite ICESat  le 13 janvier 2003 par un lanceur Delta II  et placé sur une orbite héliosynchrone. Le spectrographe effectue des observations de la voute céleste jusqu'à l'été 2005 pour remplir son objectif principal puis est converti en observatoire solaire.

## Résultats scientifiques
Les émissions dans l'ultraviolet extrême  des gaz interstellaires chauds se sont révélées beaucoup plus faibles que prévu remettant en cause les modèles en vigueur.